# Makrong Chhish
Der Makrong Chhish ist ein Berg im Karakorum im pakistanischen Sonderterritorium Gilgit-Baltistan.
Der Makrong Chhish ist mit einer Höhe von 6608 m einer der höchsten Erhebungen der Spantik-Sosbun-Berge. Er liegt auf der Südseite des Hispargletschers. Auf der gegenüberliegenden Seite, 15 km nordnordöstlich, erhebt sich der Kunyang Chhish (7852 m) im Hispar Muztagh. Der Makrong Chhish wird im Osten und Westen vom Östlichen und Westlichen Makronggletscher flankiert. Nach Süden führt vom Makrong Chhish ein Berggrat zum Gandesh Chhish (6346 m). Der 14,37 km westsüdwestlich gelegene Spantik (7027 m) bildet den Dominanz-Bezugspunkt.

## Besteigungsgeschichte
In den Jahren 1991 und 1996 gab es Besteigungsversuche.
1991 versuchte eine vierköpfige britische Expedition (Steve Hillen, Mike Penlington, Dave Tyson und David Lister) die Besteigung über die Südseite des Ostgrats. Nach erfolglosem Anstieg verunglückten beim Abstieg Steve Hillen und Dave Tyson tödlich.
Stephen Sustad und Simon Yates versuchten zweimal erfolglos die Besteigung im August und September 1996 über den Ostgrat (zuerst von der Nordostflanke her, anschließend von der Südostflanke her).
Der Makrong Chhish ist immer noch unbestiegen.